# Darnell Edge
Darnell Edge (ur. 12 sierpnia 1997 w Saugerties) – amerykański koszykarz występujący na pozycji rozgrywającego, obecnie zawodnik MBK Mikołajów.
W 2019 reprezentował Utah Jazz, podczas letniej ligi NBA w Las Vegas i Salt Lake City.
19 sierpnia 2019 został zawodnikiem Polpharmy Starogard Gdański. 18 października opuścił klub, po rozegraniu trzech spotkań, w trakcie których notował średnio 6,3 punktu i 2,3 zbiórki na mecz.
29 lipca 2020 dołączył do ukraińskiego MBK Mikołajów.

## Osiągnięcia
Stan na 29 lipca 2019, na podstawie, o ile nie zaznaczono inaczej.
NCAA
- Uczestnik rozgrywek turnieju NCAA (2016, 2019)
- Mistrz:
  - turnieju konferencji Northeast (NEC – 2016, 2019)
  - sezonu regularnego NEC (2019)
- MVP turnieju NEC (2019)
- Laureat nagrody FDYS Awards Male Athlete of the Year (2018)
- Zaliczony do:
  - I składu:
    - NEC (2019)
    - turnieju NEC (2019)

  - III składu NEC (2018)
- Zawodnik tygodnia NEC (26.11.2018)
- Lider:
  - NCAA w skuteczności rzutów wolnych (94,4% – 2018)
  - konferencji NEC w:
    - skuteczności rzutów:
      - wolnych (2018)
      - za 3 punkty (47,7% – 2019)

    - średniej minut spędzanych na parkiecie (37 – 2019)